# Алтманштајн
Алтманштајн (њем. Altmannstein) град је у њемачкој савезној држави Баварска. Једно је од 30 општинских средишта округа Ајхштет. Према процјени из 2010. у граду је живјело 6.814 становника. Посједује регионалну шифру (AGS) 9176112.

## Географија
Алтманштајн се налази у савезној држави Баварска у округу Ајхштет. Град се налази на надморској висини од 388 метара. Површина општине износи 114,2 km².

## Становништво
У самом граду је, према процјени из 2010. године, живјело 6.814 становника. Просјечна густина становништва износи 60 становника/km².